# شهرستان یورک (کارولینای جنوبی)
شهرستان یورک، کارولینای جنوبی (به انگلیسی: York County, South Carolina) یک سکونتگاه مسکونی در ایالات متحده آمریکا است که در کارولینای جنوبی واقع شده‌است.

## خصوصیات
شهرستان یورک ۱٬۸۰۲٫۶۴ کیلومترمربع مساحت دارد.